# Památka svaté Kateřiny Alexandrijské
Památka svaté Kateřiny Alexandrijské (Kateřinská) se slaví 25. listopadu. Připomíná svatou Kateřinu Alexandrijskou, která byla podle legendy křesťanskou mučednicí žijící kolem roku 300 a po staletí patřila mezi nejpopulárnější křesťanské světce.
Kateřina je považována za patronku panen, učenců, studentů, žáků a učitelů, námořníků a tiskařů, kolářů a dalších řemeslných profesí, ochraňuje úrodu, pomáhá při migréně a nemocech jazyka a také při hledání utonulých. Uctívání Kateřiny se uplatnilo také v životě na venkově: v den svaté Kateřiny končila pastva, na dvorech začínalo stříhání ovcí. Děvečky a čeledínové dostávali mzdu a mohli měnit dvůr, pokud nebyli vyplaceni již o svatém Martinu (11. listopadu).

## Obyčeje
V den sv. Kateřiny pekou se koláče povidlové, makové, tvarohové, buchty, a každá hospodyně hledí ostatní předčiti i chutností, i zevní lahodnou formou svých výrobků. Kolik hus a kachen padne za oběť — kdož by to vše spočítal? Pečivo moučné i masité odnáší se do hospody, kde se klade na veliký stůl, jehož střed ostává prázdný.
Ženy shromažďují se zatím v domě, v němž měly první porady, a prohlížení jedněch druhých a řečem by nebylo konce, kdyby se konečně nedostavila muzika. Ta zahraje před domem veselé zastaveníčko a ženy seřaďují se v průvod. Napřed jdou hudebníci hřmotně hrajíce pochod, za nimi nesou ženy opentlený věnec (pečivo), posléze jdou ženy párem a vše ubírá se hospodě mnohdy notnou oklikou. Teprve když vešly ženy do hospody, smějí tam i muži.
Po kávě následuje pečeně a pivo, a když se všichni i s muzikanty najedli, pustí se opět do tance, jehož se smí nyní účastniti i svobodná chasa, dosud očumující. Jen výjimkou účastní se se ženami některá svobodná slavnosti Kateřiny i před půlnocí. Ráno hudba vyprovází jednotlivé hospodyně domu.